# Pseudopandarus
Pseudopandarus is een geslacht van eenoogkreeftjes uit de familie van de Pandaridae. De wetenschappelijke naam van dit geslacht is voor het eerst geldig gepubliceerd in 1950 door P. Kirtisinghe.

## Parasitisme
Eenoogkreeftjes uit de familie van de Pandaridae zijn ectoparasieten van haaien en roggen (Elasmobranchii).
De eerste soorten die beschreven werden in dit geslacht kwamen voor in de Indische Oceaan en bij Japan. Pseudopandarus gracilis en Pseudopandarus longus zijn parasieten die leven op het lichaam en soms op de vinnen van haaien uit de geslachten Carcharhinus, Triakis en Scoliodon.
Pseudopandaris australis werd aangetroffen aan de oostkust van Australië op verschillende soorten haaien, waaronder Rhizoprionodon acutus en Rhizoprionodon taylori. Dit was de eerste Pseudopandarus uit de zuidelijke Stille Oceaan.

## Soorten
- Pseudopandarus australis Cressey & Simpfendorfer, 1988
- Pseudopandarus bombayensis Rangnekar & Rangnekar, 1972
- Pseudopandarus gracilis Kirtisinghe, 1950
- Pseudopandarus longus (Gnanamuthu, 1951)
- Pseudopandarus pelagicus Rangnekar, 1977
- Pseudopandarus shiinoi Rangnekar & Rangnekar, 1972